# La Principal de la Bisbal
La Principal de la Bisbal es una cobla de sardanas fundada en 1888 por los miembros de la Cobla Vella de la población de la Bisbal del Ampurdán. El año 1932 fue escogida la cobla oficial de la Generalidad de Cataluña, título que le fue restituido en 1978 por el presidente Josep Tarradellas. En 2014 recibió el premio Nacional de Cultura.

## Contexto histórico
El nacimiento de La Principal de la Bisbal coincide con la época en que la sardana empieza a expandirse por Cataluña. Hacía apenas trece años de la muerte de Pep Ventura, cuatro de la aparición en Torroella de Montgrí de Els Montgrins y faltaban dos para el nacimiento de La Principal de Peralada. La sardana había empezado un proceso de evolución y expansión que le permitió extenderse desde las tierras de Gerona hacia el resto de Cataluña.

## Nacimiento
La Principal de la Bisbal se fundó el 22 de marzo de 1888 fruto de la competencia entre las coblas Vella y Nova de la Bisbal y el interés de la primera en organizar una nueva orquesta para afrontar el progreso experimentado por la música en general y, especialmente, en la mejora de las orquestas ampurdanesas. Este progreso se basaba en el paso de las coblas de tres quartans a la cobla moderna, formada primero por diez instrumentistas y, poco después, por once. Las de tres quartans se denominaban así porque estaban formadas solo por tres músicos: uno tocaba el flabiol y el tamboril, otro la tarota y el último la cornamusa.
Los músicos que formaron parte de la primera etapa de la Principal de la Bisbal surgieron de la escuela del compositor y musicólogo Joan Carreras i Dagàs. De hecho, no se entendería su nacimiento sin tener presente el trabajo de los años anteriores de Carreras y de su Escuela de Música en la Bisbal. Carreras, que era de Gerona y había estado trabajando en Barcelona y en Francia, seguramente fue a la Bisbal por su amistad con Joaquim Galí, bisbalense apotecario, y Melcior de Ferrer, un compositor muy conocido en la época.
Joaquim Galí era también el vicepresidente de la sociedad constructora del Tren Pequeño (Palamós-Gerona). Sin este tren, la cobla no hubiese podido tomar el vuelo que tuvo porque no habría podido desplazarse con una cierta rapidez y comodidad a muchos de los lugares donde se la alquilaba. Esto explica también que ninguno de los músicos que la fundaron hubiera nacido en la Bisbal, a pesar de que la mayoría acabaron viviendo, también influenciando que más de uno de ellos acabara estudiando en la Escuela de Música de Carreras i Dagàs. Este es el caso de Robert Mercader i Sureda, flabiolario hijo de Celrà y primer director de La Principal hasta 1891, cuando se reformó la plantilla. Mercader provenía de la Vella y murió en Buenos Aires en 1937.
En 1902, la Principal participó en el concurso de coblas de Barcelona y ganó el primer premio, ex-aequo con la Principal de Peralada.

## Esplendor
La mayoría de edad de la cobla La Principal de La Bisbal, el inicio de su gran pujanza, se produjo con la llegada, a comienzos del siglo XX, de varios componentes de la cobla de Palau-sator: los Saló y sus familiares cercanos, los Barnosell.
En 1935 fue nombrado director Conrad Saló i Ramell, el centenario del nacimiento del cual se ha celebrado hace poco. Ejerció el cargo hasta 1990 y ha sido considerado el director de cobla más capacitado y riguroso.
La baja de Ferran Rigau en 1950 propició que a la copla se incorporara Ricard Viladesau, de la cual formaría parte hasta 1970. Viladesau fue el solista indiscutido de la tenora, en un momento donde también coincidió con  "Moreno" (Josep Puig) al fiscornio y Àngel Pont en el tible. Cuando la Bisbal tenía formación de orquesta, en Viladesau tocaba el saxófono, la viola y el violín, y en aquel momento era considerado el mejor tenor de Cataluña, el único capaz de interpretar determinadas obligadas, como su propia composición Sa Roncadora.
En 1988, en la conmemoración del centenario de la cobla, la entidad recibió muchos homenajes, destacando los actos del centenario en la Bisbal y los conciertos en el Gran Teatro del Liceo (29 de octubre), en el Palacio de la Música Catalana, en la Abadía de Montserrat y en el Palacio de la Generalidad de Cataluña, donde le fue entregada la prestigiosa Creu de Sant Jordi.

## Músicos más relevantes
Las figuras más relevantes de la historia de la cobla han formado parte en un momento u otro de su trayectoria artística. Cabe mencionar los tenores Josep Gispert, Albert Martí, Ramon Rosell, Josep Coll, Ferran Rigau i Ricard Viladesau; los tibles Enric Barnosell, Àngel Pont y Joan Parara; los trompetistas Pere Pruñunosa, Francesc Capellas y Joan Sadurní; los fiscorniarios Tomàs Garcia, Lliberat Juanals, Josep Puig "Moreno" y Josep Riumalló; los contrabajistas Fèlix Horcajo, Emili Salón i Josep Vallespí, entre otros.
Algunos directores de La Principal de La Bisbal han sido los maestros Robert Mercader, Josep Canet, Josep Maria Soler, Josep Saló, Genís Canet, Conrad Saló, Josep Cassú, Josep Maria Surrell y el hijo de Josep Cassú, Francesc Cassú.